# L'assenzio (The Power of Nothing)
L'assenzio (The Power of Nothing) è un brano del gruppo musicale italiano Bluvertigo, pubblicato nel 2001 come singolo tratto dall'album Pop Tools.
Con questa canzone, scritta da Morgan insieme a Luca Urbani dei Soerba, il gruppo ha partecipato al Festival di Sanremo 2001 nella sezione "Campioni", classificandosi al 16º ed ultimo posto. Durante la prima serata, la presentatrice, Raffaella Carrà, ha introdotto la canzone spiegandone il tema: "Molte piccole cose, anche inutili in sé, costruiscono la vita di tutti i giorni, e ciò che fa male a qualcuno può essere il bene di un altro".
Le esibizioni durante il Festival di Sanremo 2001 erano caratterizzate da una momentanea interruzione, in cui Morgan passava dal pianoforte elettrico Fender Rhodes su cui suonava l'introduzione per imbracciare il basso con cui eseguiva il resto del brano.
Il brano è stato anche esibito, in playback, nella puntata di Sanremo Rock del 28 febbraio 2001.
Secondo le dichiarazioni degli stessi componenti del gruppo, il pezzo è figlio dello stato fisico in cui essi si trovavano al momento della stesura, ovvero sotto gli effetti dell'assenzio. Ma il titolo sarebbe anche legato ad un gioco di parole, in quanto, in una parte del brano nella quale non sono presenti strumenti musicali ma solo una parte cantata, si ode un suono prodotto tramite un software chiamato absinth, cioè ab (a favore di) e sinth (sintetizzatore), e dunque "assenzio" significherebbe "a favore del sintetizzatore".
Nel 2005, durante una puntata del programma di MTV Absolutely 90's, Morgan ha rivelato che il verso "se non sbaglio stamattina era il 1904", presente nella seconda strofa, si riferisce al fatto che, a causa del millennium bug, il suo computer Macintosh segnò nella data l'anno 1904.
Il videoclip della canzone, in cui compaiono Franco Battiato nel ruolo di un alchimista e Roberta Castoldi, sorella di Morgan, nel ruolo della protagonista, è diretto da Asia Argento, all'epoca legata sentimentalmente al cantautore brianzolo: ella compare a sua volta nel finale.

## Tracce
1. L'assenzio (The Power of Nothing) - 3:46 (Marco Castoldi, Luca Urbani)
2. Zero (electric live-Milanosuona 2000) - 6:11 (Marco Castoldi)
3. Sister Europe (hallowen night soundcheck) - 5:33 (John Ashton, Tim Butler, Richard Butler, Vince Ely, Duncan Kilburn, Roger Morris)
4. Il Nucleo - 4:21 (Marco Castoldi)
5. L'assenzio (midi version) - 3:58 (Marco Castoldi, Luca Urbani)

## Classifiche
| Classifica (2001) | Posizione massima |
| ----------------- | ----------------- |
| Italia            | 12                |